# Oxford (Maryland)
Oxford é uma cidade  localizada no estado americano de Maryland, no Condado de Talbot.

## Demografia
Segundo o censo americano de 2000, a sua população era de 771 habitantes.
Em 2006, foi estimada uma população de 739, um decréscimo de 32 (-4.2%).

## Geografia
De acordo com o United States Census Bureau tem uma área de
1,9 km², dos quais 1,3 km² cobertos por terra e 0,6 km² cobertos por água. Oxford localiza-se a aproximadamente 3 m acima do nível do mar.

## Localidades na vizinhança
O diagrama seguinte representa as localidades num raio de 16 km ao redor de Oxford.